# MiMi Aung
MiMi Aung (1968) es un ingeniera estadounidense, gerente de proyectos en el Laboratorio de Propulsión a Reacción. Nombrada directora del proyecto Mars Helicopter, el primer helicóptero capacitado para vuelos super

## Biografía
Aung nació en los Estados Unidos pero se mudó a Birmania cuando tenía dos años y medio. Su madre fue la primera mujer en obtener un doctorado en matemáticas en Birmania. De niña fue feliz pero su familia no tenía mucho dinero, y se interesó por la ciencia espacial mientras estudiaba en una escuela secundaria británica. Se mudó a Estados Unidos con 16 años para continuar su educación, y fue el único miembro de su familia que tuvo permiso para ello. Aung estudió ingeniería electrónica en la Universidad de Illinois en Urbana-Champaign, donde también obtuvo una maestría en 1990. Su tesis de Máster consideró las comunicaciones y el procesamiento de señales. Durante su programa de maestría, uno de sus profesores mencionó el trabajo del Laboratorio de Propulsión a Reacción centrado en la exploración del espacio profundo.

## Trayectoria científica

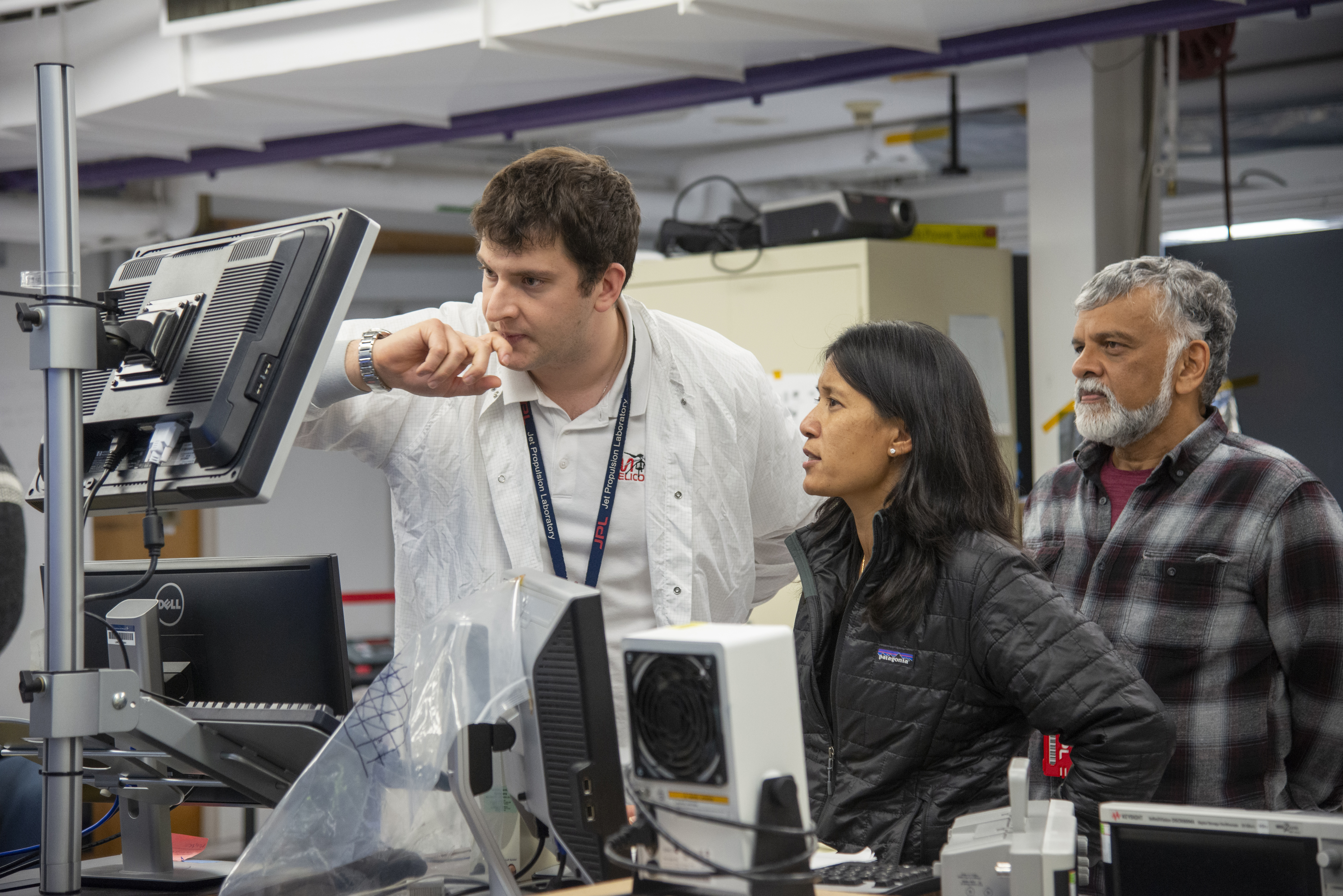
Teddy Tzanetos, MiMi Aung y Bob Balaram supervisan un vuelo en helicóptero.

Aung se unió al Laboratorio de Propulsión a Reacción (JPL) en 1990, donde trabajó en proyectos relacionados con los vuelos espaciales y la Red del Espacio Profundo (DSN) de la NASA. Comenzó su carrera trabajando en el Departamento de Subsistemas de radiofrecuencia y microondas del DSN, donde desarrolló y probó algoritmos para el receptor Block V. Desplegó el receptor digital en cada uno de los tres complejos DSN del mundo, antes de trabajar en sistemas de radar monopulso, que se usaron en combinación con antenas de 34 metros. Trabajó en el radiómetro de 240 GHz para la sonda de microondas del sistema de órbita terrestre.
Su siguiente proyecto se centró el interferómetro de dos naves espaciales StarLight, para el cual diseñó el sensor de vuelo de radiofrecuencia de formación autónoma. Fue nombrada directora de proyecto para el elemento de formación de vuelo del programa de vuelo del Terrestrial Planet Finder. Tras el retraso indefinido del financiamiento para el Terrestrial Planet Finder, el proyecto fue cancelado en 2011. Aung fue nombrada supervisora de grupo del grupo de sensores de guía, navegación y control. En esta capacidad, creó tecnologías de sensores para misiones de vuelos espaciales. Se interesó cada vez más en la exploración espacial autónoma y se convirtió en gerente de la sección en 2010. Es miembro del equipo de proyecto de la nave espacial Psique.
En 2013, se convirtió en Subgerente de la División de Sistemas Autónomos, y en 2015 en líder del proyecto NASA Mars Helicopter Scout. Al ser la atmósfera de Marte muy delgada, las palas del helicóptero encuentran considerablemente menos aire y, por lo tanto, deben girar más rápido de lo que lo harían en la Tierra. Las primeras pruebas de vuelo del helicóptero NASA Mars Helicopter Scout tuvieron lugar dentro del simulador espacial del Laboratorio de Propulsión a Reacción a principios de 2019. El costo total del helicóptero es de alrededor de 23 millones de dólares y pesa menos de 1.8 kg. El lanzamiento del helicóptero está previsto para julio de 2020 como parte del vehículo Mars 2020 de la NASA. Se espera que se implemente una vez que el rover aterrice en el cráter Jezero en febrero de 2021.

### Compromiso con el público
Aung es una experta en la organización no gubernamental Sociedad Planetaria y ha escrito para la revista Spaceflight. Fue seleccionada como una de las 100 Mujeres más destacadas del mundo por la BBC en 2019. Aung instaló una cámara web en la sala blanca del Laboratorio de Propulsión a Reacción que permite al público ver el desarrollo del helicóptero.